# Materdei (metropolitana di Napoli)
Materdei è una stazione della linea 1 della metropolitana di Napoli.

## Storia
La stazione è stata progettata da Alessandro Mendini. I lavori ebbero inizio nel 1996 e fu inaugurata il 5 luglio 2003 alla presenza dei quindici ministri dei trasporti delle nazioni dell'Unione europea. La realizzazione della stazione ha comportato un investimento complessivo di circa 36,9 milioni di euro.
La sua apertura è avvenuta due anni dopo il completamento dell'intera tratta fino a Dante in quanto è stata utilizzata come pozzo d'estrazione per il recupero in superficie dei materiali ed i macchinari impiegati durante gli scavi.
Secondo il quotidiano inglese The Daily Telegraph, si è classificata al sedicesimo posto come stazione della metropolitana più bella d'Europa.

## Strutture e impianti
La stazione, in galleria, occupa una superficie di 3 629 m², con un'area di intervento pari a 3 500 m². La profondità della stazione è di 30 metri, presenta una pendenza del 5,5% e dispone di 5 impianti e 2 uscite.
All'interno dello scalo, che fa parte del circuito delle stazioni dell'arte, c'è un mosaico di Sandro Chia, un altorilievo di Luigi Ontani e opere di Sol LeWitt e serigrafie di artisti meno noti. Un particolare della stazione è la guglia di vetro che sovrasta il mosaico di Chia, progettata sempre da Mendini, anche autore della riqualificazione urbanistica della zona circostante, che ha comportato la pedonalizzazione di parte di piazza Ammirato e di via Leone Marsicano con la conseguente radicale variazione della viabilità dell'intero quartiere.
La stazione, a differenza di tutte le altre, non è situata in una strada di grande comunicazione, ma si trova a Materdei, a poca distanza dal quartiere Arenella e dal Rione Sanità.

## Servizi
La stazione dispone di:
- Biglietteria automatica

## Interscambi
La stazione, non essendo ubicata in una zona altamente trafficata, risulta l'unica stazione della linea 1 a non disporre di interscambi in superficie. Fino al 2016 era attiva una linea navetta dell'ANM denominata C53 che collegava il piazzale esterno alla stazione con Piazza Museo Nazionale e al Cimitero delle Fontanelle. Questa linea, data la poca affluenza, venne dapprima limitata con corse mattutine nei giorni feriali e successivamente soppressa del tutto; per sopperire alla mancanza, è stata idealizzata nel 2016 e progettata nel 2018 una seconda uscita alla base della scalinata di via Telesino (vicino al suddetto cimitero).

## Galleria d'immagini

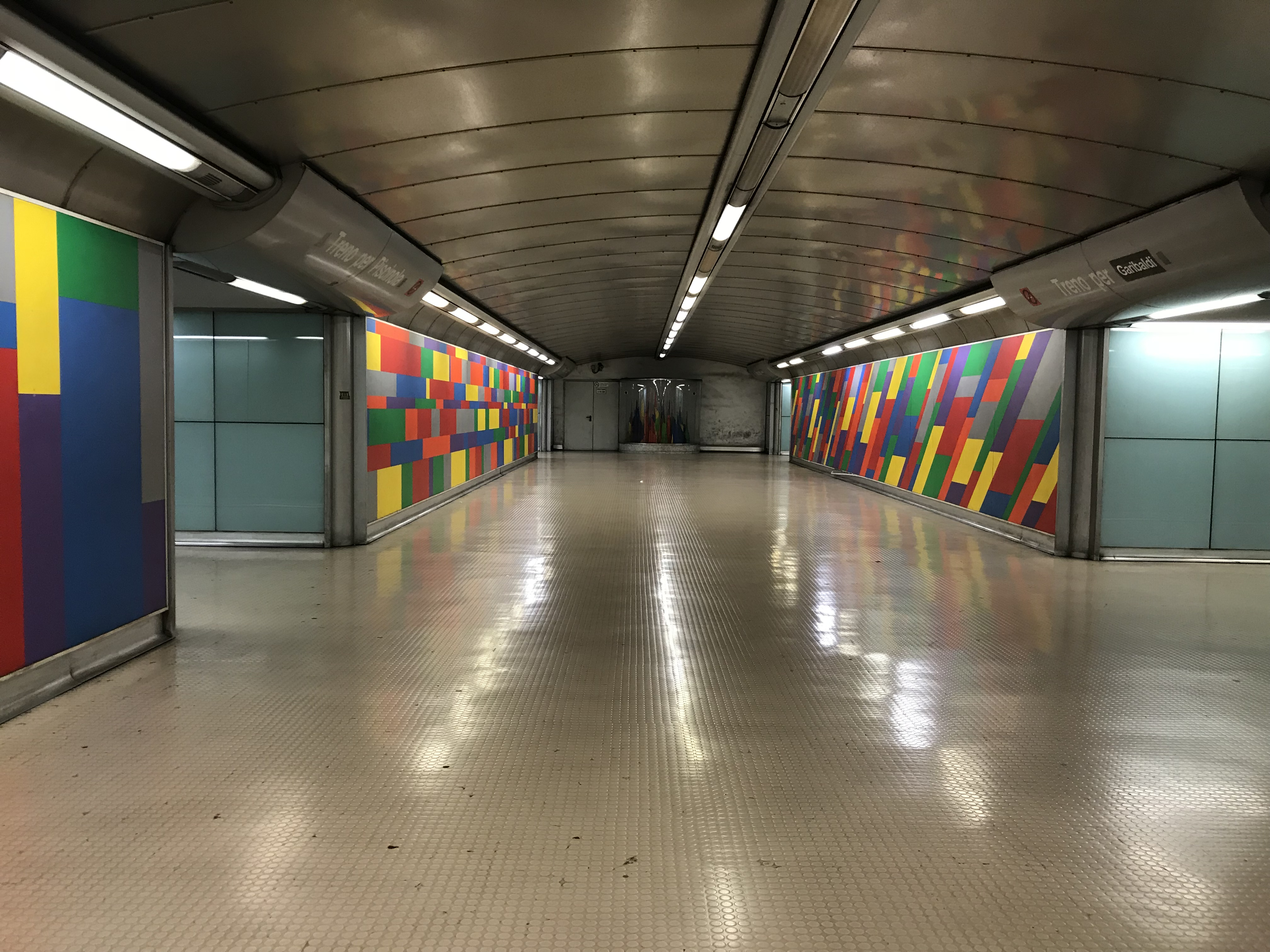
Corridoio che divide le due banchine
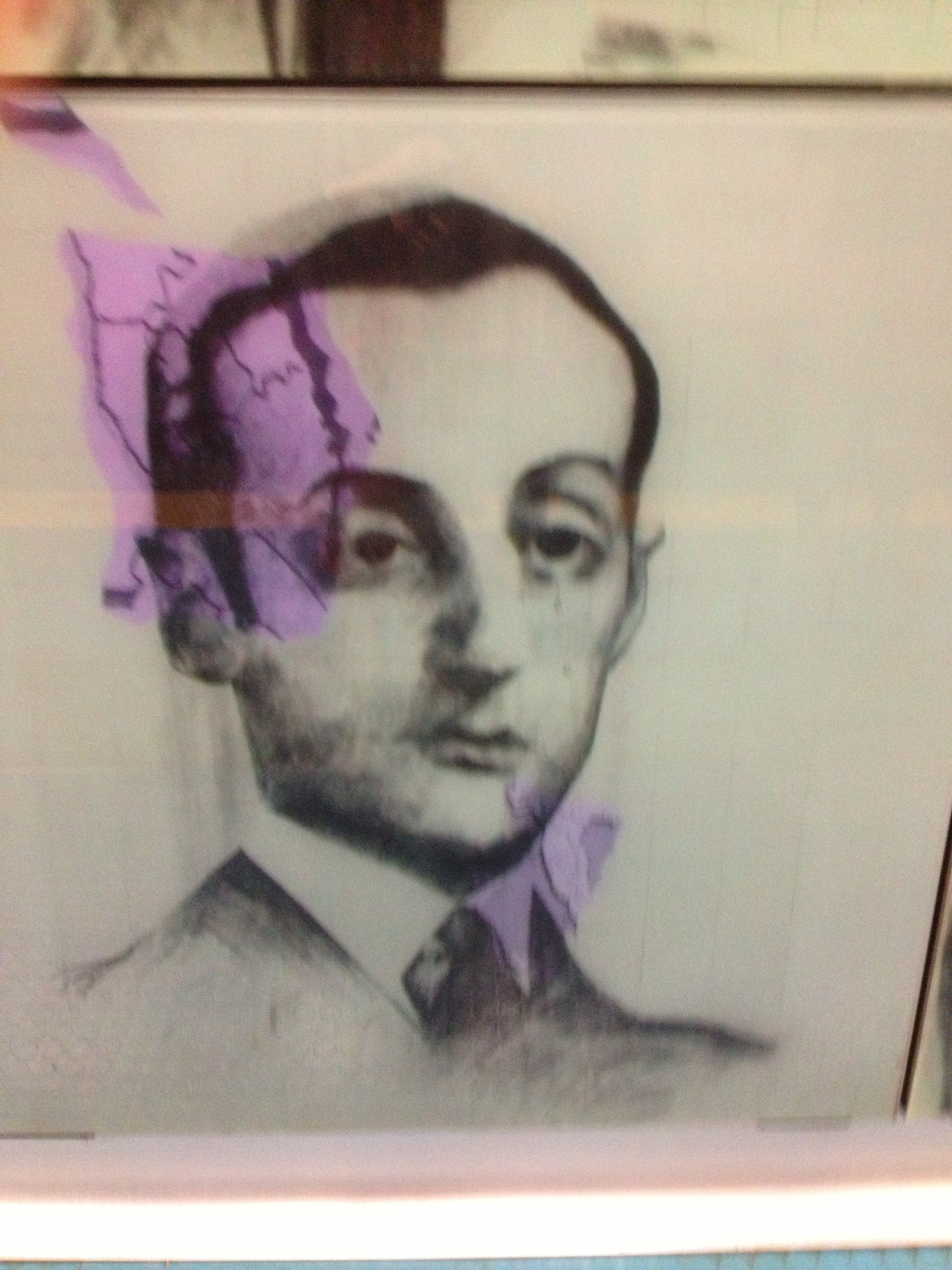
Ritratto di Totò sulla banchina